# Diekholzen
Diekholzen est une municipalité allemande du land de Basse-Saxe et l'arrondissement de Hildesheim. En 2019, elle comptait environ 6 400 habitants.

## Jumelage

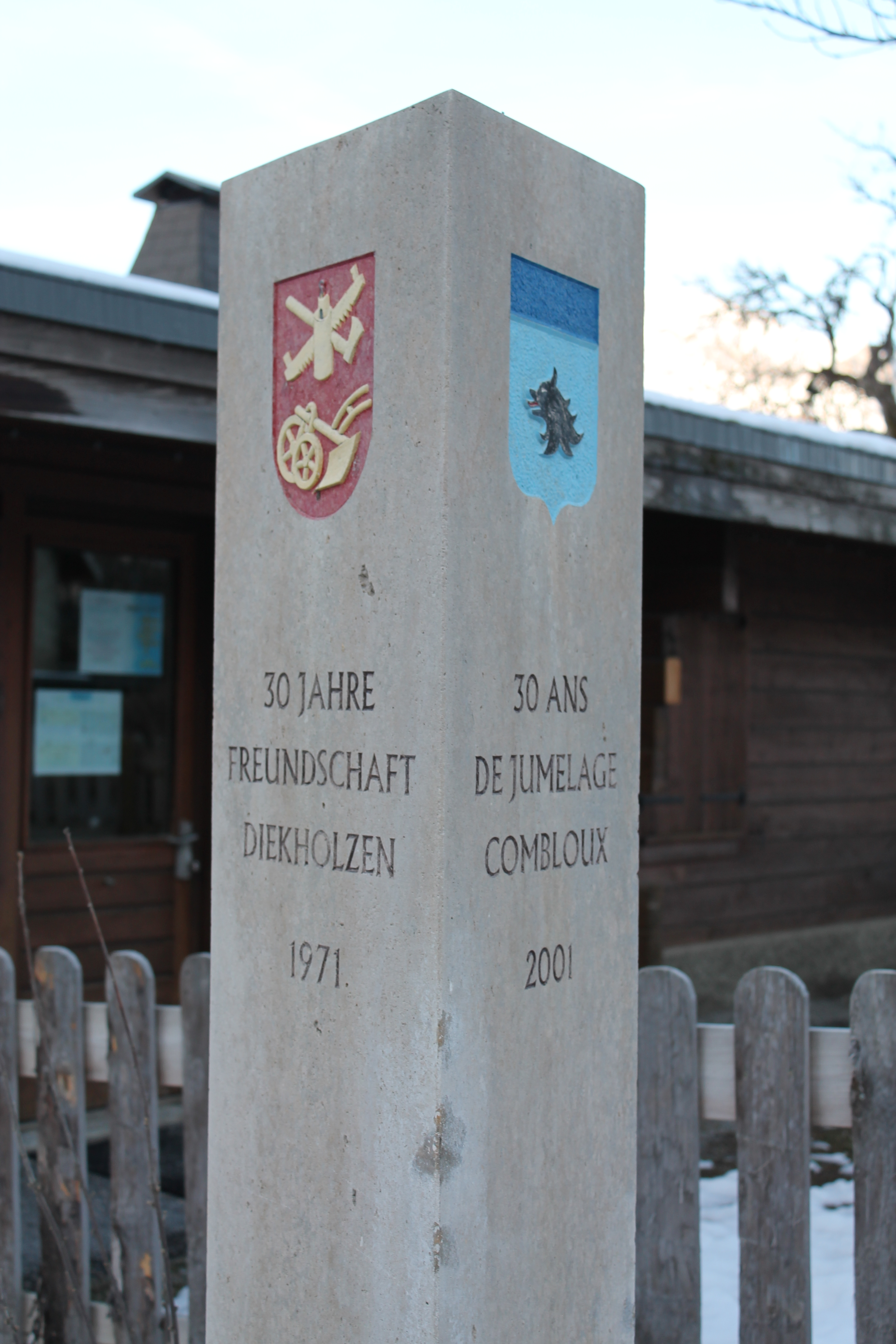
Monument célébrant les 30 ans de jumelage de Combloux-Diekholzen (1971-2001).

Diekholzen est jumelée avec :
- Combloux (France) depuis 1982.

## Source
- (de) Cet article est partiellement ou en totalité issu de l’article de Wikipédia en allemand intitulé « Diekholzen » (voir la liste des auteurs).